# Tatjana Storożewa
Tatjana Andriejewna Storożewa (ros. Татьяна Андреевна Сторожева; ur. 22 marca 1954) – radziecka lekkoatletka, specjalizująca się w biegu na 400 metrów przez płotki. 26 czerwca 1977 roku w Karl-Marx-Stadt ustanowiła rekord świata z czasem 55,74 s. Zajęła drugie miejsce w finale Pucharu Europy w Lekkoatletyce 1977. Rekord życiowy wynoszący 54,80 s ustanowiła 12 czerwca 1980 roku w Moskwie.